# Anoda

Zinková anoda v elektrolytu

Anoda je elektroda, z níž proudí elektrony po vodiči směrem ke katodě.
V elektrochemii představuje anoda elektrodu, na které probíhá oxidace. V případě vložení vnějšího napětí na elektrody (při elektrolýze) je anoda kladným pólem, v případě elektrického článku záporným pólem.
V elektronice se s tímto názvem můžeme setkat u součástek jako jsou dioda nebo elektronka, kde anoda obvykle představuje elektrodu s kladným napětím. U diod je anoda polovodič typu P a v propustném směru je připojena ke kladnému napětí.
Opakem anody je katoda.